# Aarolfingen
Aarolfingen ist die Bezeichnung eines utopischen Stadtplanungsprojekts im Schweizer Mittelland der 1960er und 1970er Jahre.  

## Name
Der Name Aarolfingen setzt sich aus den Namen der drei in die Utopie einbezogenen Städte zusammen: Aarau, Olten und Zofingen.

## Die Utopie
In den späten 1960er und den frühen 1970er Jahren wurde die Schweiz von einer grossen Wachstumseuphorie erfasst. Viele Gemeinden rechneten mit einem exponentiellen Anstieg der Einwohnerzahl. Im «Leitbild der Besiedelung des Kantons Aargau» wurde im Jahr 1968 die Idee von Aarolfingen konkretisiert. Das Leitbild sah eine Zentrumsstadt im Mittelland vor, die zum einen ein Gegenpol zu Basel, Bern, Luzern und Zürich bilden, zum anderen der Zersiedelung des Mittellandes Einhalt gebieten sollte. Die polyzentrale Zentrumsstadt sollte neben den drei genannten Städten 15 Gemeinden aus dem Kanton Solothurn und 18 Gemeinden des Kantons Aargau umfassen und um die 330'000 Einwohner haben. Auch die Errichtung einer eigenen Universität gehörte zu den Planspielen. In der Öffentlichkeit fand das Projekt kaum Zuspruch.

## Kritik
Kritisiert wurde das Projekt zunächst vor allem vom Kanton Solothurn, der Befürchtungen bezüglich seiner territorialen Integrität hegte. Aber auch in den Regionalplanungsgruppen erwuchs dem Projekt Widerstand. Letztendlich verzichtete 1974 auch der Kanton Aargau darauf, das Projekt weiter zu verfolgen.